# オ・オトロ・ラド・ド・パライソ
『オ・オトロ・ラド・ド・パライソ』（ポルトガル語: O Outro Lado do Paraíso）は、ブラジルのテレビドラマ。ヘジ・グローボで2017年10月23日から2018年5月11日まで放送された。

## 登場人物
クララ・タバレス
演：ビアンカ・ビン
マリア・エリザベス・バルボサ・モントセラト（ベス） / マリア・エドゥアルダ・フェイジョ（ドゥーダ）
演：グロリア・ピレス
ソフィア・モントセラト
演：マリエータ・セベロ
ガエル・モントセラト
演：セルジオ・ギゼ
パトリック・ジュンケイラ
演：チアゴ・フラゴソ
レナート・ロウレイロ
演：ラファエル・カルドソ
メルセデス・サントス
演：フェルナンダ・モンテネグロ
ジョサファ・タバレス
演：リマ・ドゥアルテ